# Brasília Vôlei Esporte Clube 2022-2023
Questa voce raccoglie le informazioni riguardanti il Brasília Vôlei Esporte Clube nella stagione 2022-2023.

## Stagione
Il Brasília Vôlei Esporte Clube non utilizza alcuna denominazione sponsorizzata nella stagione 2022-23.
Partecipa alla Superliga Série A per la decima volta, classificandosi al decimo posto.
È inoltre di scena come formazione invitata nel Campionato Mineiro, dove si piazza al terzo posto.

## Organigramma societario
Area direttiva
- Presidente: Jeciane Thiessen

Area tecnica
- Allenatore: Durval Nunes
- Secondo allenatore: Marcelo Melo
- Assistente allenatore: Felipe Ferreira
- Preparatore atletico: João Paula

Area sanitaria
- Fisioterapista: Bruno Vicente

## Rosa
| N° | Nome                | Ruolo | Data di nascita  | Nazionalità sportiva |
| -- | ------------------- | ----- | ---------------- | -------------------- |
| 1  | Vivian Lima         | P     | 14 ottobre 1999  | Brasile              |
| 2  | Lia Mariano         | C     | 14 maggio 2000   | Brasile              |
| 3  | Katryne Rodrigues   | C     | 26 ottobre 2005  | Brasile              |
| 4  | Bruna de Carvalho   | S     | 14 aprile 2001   | Brasile              |
| 5  | Amanda Marques      | O     | 23 marzo 1999    | Brasile              |
| 6  | Samaret Caraballo   | S     | 8 luglio 1999    | Rep. Dominicana      |
| 7  | Juliana Carrijo     | P     | 25 febbraio 1992 | Brasile              |
| 8  | Arianne Tolentino   | O     | 13 novembre 1989 | Brasile              |
| 9  | Lanna Machado       | C     | 4 gennaio 2000   | Brasile              |
| 10 | Ana Clara Medina    | S     | 8 giugno 2000    | Brasile              |
| 11 | Andressa Krachefski | L     | 1º giugno 1987   | Brasile              |
| 12 | Vitória Figueiredo  | L     | 19 maggio 1995   | Brasile              |
| 14 | Sonaly Cidrão       | S     | 20 giugno 1993   | Brasile              |
| 15 | Camila Barbosa      | C     | 17 gennaio 1988  | Brasile              |

## Statistiche

### Statistiche di squadra
| Competizione      | Punti | In casa | In casa | In casa | In trasferta | In trasferta | In trasferta | Totale | Totale | Totale |
| Competizione      | Punti | G       | V       | P       | G            | V            | P            | G      | V      | P      |
| ----------------- | ----- | ------- | ------- | ------- | ------------ | ------------ | ------------ | ------ | ------ | ------ |
| Superliga Série A | 21    | 11      | 5       | 6       | 11           | 2            | 9            | 22     | 7      | 15     |
| Totale            | -     | 11      | 5       | 6       | 11           | 2            | 9            | 22     | 7      | 15     |

### Statistiche dei giocatori
| Giocatrice     | Superliga Série A | Superliga Série A | Superliga Série A | Superliga Série A | Superliga Série A | Totale | Totale | Totale | Totale | Totale |
| Giocatrice     | P                 | PT                | AV                | MV                | BV                | P      | PT     | AV     | MV     | BV     |
| -------------- | ----------------- | ----------------- | ----------------- | ----------------- | ----------------- | ------ | ------ | ------ | ------ | ------ |
| C. Barbosa     | 21                | 237               | 165               | 63                | 9                 | 21     | 237    | 165    | 63     | 9      |
| S. Caraballo   | 14                | 67                | 58                | 6                 | 3                 | 14     | 67     | 58     | 6      | 3      |
| J. Carrijo     | 22                | 42                | 14                | 13                | 16                | 22     | 42     | 14     | 13     | 16     |
| S. Cidrão      | 22                | 151               | 120               | 21                | 10                | 22     | 151    | 120    | 21     | 10     |
| B. de Carvalho | 19                | 14                | 6                 | 0                 | 8                 | 19     | 14     | 6      | 0      | 8      |
| V. Figueiredo  | 22                | 1                 | 1                 | 0                 | 0                 | 22     | 1      | 1      | 0      | 0      |
| A. Krachefski  | 5                 | 0                 | 0                 | 0                 | 0                 | 5      | 0      | 0      | 0      | 0      |
| V. Lima        | 22                | 6                 | 2                 | 3                 | 1                 | 22     | 6      | 2      | 3      | 1      |
| L. Machado     | 22                | 217               | 144               | 64                | 9                 | 22     | 217    | 144    | 64     | 9      |
| L. Mariano     | 5                 | 21                | 17                | 3                 | 1                 | 5      | 21     | 17     | 3      | 1      |
| A. Marques     | 21                | 114               | 97                | 13                | 4                 | 21     | 114    | 97     | 13     | 4      |
| A.C. Medina    | 22                | 181               | 143               | 12                | 26                | 22     | 181    | 143    | 12     | 26     |
| K. Rodrigues   | 0                 | 0                 | 0                 | 0                 | 0                 | 0      | 0      | 0      | 0      | 0      |
| A. Tolentino   | 22                | 304               | 277               | 13                | 14                | 22     | 304    | 277    | 13     | 14     |

P = presenze; PT = punti totali; AV = attacchi vincenti; MV = muri vincenti; BV = battute vincenti